# Венера 1964А
Венера 1964А (също Венера 3МV-1 № 2 или Венера 3МV-1А № 4А) е съветски опит за изстрелване на сонда към Венера, която да кацне на повърхността ѝ. Предишният опит с апарат с аналогична конструкция е неуспешен, когато поради проблем с последната степен на ракетата-носител сондата остава на ниска околоземна орбита като изкуствен спътник (Космос 21).

## Полет
Сега стартът е успешно осъществен на 19 февруари 1964 г. от космодрума Байконур в Казахска ССР с ракета-носител „Молния-М“. Това е нейният първи полет. След задействането на третата степен (Блок I) ракетата се взривява. Разследването показа, че изпускащ клапан B4311-O позволява свръхохладен кислород да замръзне в керосина по тръбите за горивото, причинявайки експлозия. Остатъците от ракетата и апарата падат на земята около 85 километра северно от град Барабинск в Сибир.